# Statuserwerb
Der Statuserwerb bezieht sich auf den Prozess, durch den eine Person einen bestimmten sozialen Status oder Beruf erreicht. Dieser Prozess wird durch verschiedene Faktoren beeinflusst, wie zum Beispiel Bildung, familiärer Hintergrund, Geschlecht, Ethnizität, Arbeitsmarktbedingungen und institutionelle Barrieren. Viele Merkmale können dabei zugeschrieben (askriptiv) sein. Der Statuserwerb ist eine wichtige Bedingung der sozialen Schichtung und der sozialen Mobilität, da er den Grad an sozialer Ungleichheit in einer Gesellschaft beeinflusst.
Unter einer Statuspassage wird ein Übergang von einem Alters-, Erwerbs-, Karriere-, Familien- oder sozialen Status in einen anderen verstanden.

## Geschichte der Statuserwerbs-Theorie
Die Theorie zum Statuserwerb hat ihre Wurzeln in der Soziologie der Bildung und der sozialen Schichtung. Die Entwicklung dieser Theorie begann in den 1940er Jahren, als die US-Regierung und die großen Stiftungen Interesse an der Untersuchung von Bildungs- und Beschäftigungschancen von Menschen mit unterschiedlichem sozioökonomischen Hintergrund zeigten.

### Status-Attainment-Ansatz
In den 1950er Jahren wurden wichtige Studien zur Bildungs- und Berufsmobilität durchgeführt, die die Grundlage für den Status-Attainment-Ansatz legten, wie ihn Blau und Duncan 1967 formulierten. Der Status-Attainment-Ansatz, entwickelt von Blau und Duncan im Jahr 1967, untersucht den Zusammenhang zwischen den sozioökonomischen Hintergründen von Personen und ihrem erreichten sozialen Status, insbesondere ihrem Berufsstatus. Der Ansatz geht davon aus, dass der soziale Hintergrund einer Person (z. B. Bildung, Einkommen und Beruf des Vaters) ihre Fähigkeit beeinflusst, Bildung und Fähigkeiten zu erwerben, die für den Erfolg im späteren Berufsleben erforderlich sind. Der Status-Attainment-Ansatz untersucht auch den Einfluss von Faktoren wie Geschlecht und Rasse auf den sozialen Status von Personen. Das Ziel des Ansatzes ist es, zu verstehen, wie soziale Strukturen und Mechanismen die Chancen von Personen beeinflussen, in verschiedenen sozialen Positionen erfolgreich zu sein.

### New Structuralism
In den 1970er Jahren wurde die Theorie des Statuserwerbs weiterentwickelt, um Faktoren wie Geschlecht, Rasse und Ethnizität zu berücksichtigen. Es wurde erkannt, dass Menschen aufgrund von Diskriminierung und strukturellen Ungleichheiten aufgrund ihrer sozialen Merkmale benachteiligt sein können. Der Begriff hängt nicht zusammen mit dem Strukturalismus oder Poststrukturalismus.
In den 1980er Jahren entstanden im Rahmen des New Structuralism neue Ansätze zur Analyse der Einflüsse von Strukturen und Institutionen auf den Statuserwerb. Diese Ansätze betonten die Bedeutung von institutionellen Barrieren und diskriminierenden Praktiken für den Erwerb von Status und Chancen. Als New Structuralism (selten Neuer Strukturalismus) bezeichnet man eine Forschungsentwicklung der 1980er Jahre in der Organisationsforschung. Hinter dem New Structuralism steht eine Gruppe von Forschern in den USA, die ab den 1980er Jahren untersuchten, wie strukturelle Einschränkungen wie segmentierte Arbeitsmärkte, Berufssegregation und die Funktion der Dualwirtschaft die Prozesse des Berufserfolgs beeinflussen. Betont wird, wie in früheren theoretischen Betrachtungen, die strukturelle Bedingungen von Organisationen auf den Statuserwerb (Status-Attainment-Ansatz nach Blau und Duncan 1967) von Individuen. Im Gegensatz zum Status-Attainment-Programm betrachtet diese Literatur wirtschaftliche Systeme und formale Organisationen kritisch und betont, wie sie die Chancenverteilung für bestimmte Gruppen von Menschen beeinflussen. Die Überrepräsentation einiger ethnischer Minderheiten in schlecht bezahlten, ungesicherten Jobs wird als Folge von Diskriminierungsprozessen betrachtet, nicht als Folge des Versagens der Opfer, in das für den Berufserfolg erforderliche Humankapital zu investieren. Der Ansatz gibt neben der Humankapitaltheorie (vgl. z. B. Becker 1964) Erklärungsansätze zu Sozialer Ungleichheit. New Structuralism wurde besonders durch den Aufsatz „Bringing the Firms Back in“ von James N. Baron und William T. Bielby aus dem Jahre 1980 geprägt. Die Bewegungsgrenzen des New Structuralism sind schwer zu ziehen, da sie oft erweitert werden, um beispielsweise die neo-marxistische Theorie der widersprüchlichen Klassenpositionen von Erik Olin Wright einzuschließen.

### Weitere Entwicklung
In den letzten Jahrzehnten hat sich die Theorie zum Statuserwerb weiterentwickelt, um neue Faktoren wie kognitive und non-kognitive Fähigkeiten, Persönlichkeitsmerkmale und die Bedeutung des Arbeitsmarkts zu berücksichtigen. Darüber hinaus hat die zunehmende Globalisierung und der Wandel in der Arbeitswelt die Forschung zu Fragen des Statuserwerbs erweitert und neue Fragen aufgeworfen.